# 玉縄村
玉縄村（たまなわむら）は、神奈川県の中央南部、鎌倉郡に属していた村。

## 地理
- 河川:柏尾川
- 施設:神奈川県農業試験場

## 歴史
- 1889年（明治22年）4月1日 - 町村制施行により、岡本村、城廻村、植木村および関谷村が合併し、玉縄村が成立する。
- 1933年（昭和8年）4月2日 - 大船町へ編入される。